# Asso (Film)
Asso (Alternativtitel: Asso – Ein himmlischer Spieler; auch: Asso – Das As sticht immer) ist eine italienische Komödie aus dem Jahr 1981 mit Adriano Celentano.

## Handlung
Der Film handelt von „Asso“, einem genialen und exzentrischen italienischen Pokerprofi. Zu Beginn des Films heiratet er die schöne Silvia. Ihr verspricht er, dass er nicht mehr Zocken und einen soliden Bürojob im Rathaus annehmen wird. Ausgerechnet am Tage seiner Hochzeit kommt der „Mann aus Marseille“, ein berüchtigter Pokerspieler, in die Stadt. Silvia erlaubt Asso, noch einmal zu spielen. Dank seiner Erfahrung kann Asso diesen auch tatsächlich besiegen und einen gut gefüllten Pot von mehreren Millionen Lire einstreichen. Doch auf dem Nachhauseweg wird er von einem Berufskiller abgepasst, der ihn schweren Herzens im Auftrag eines unbekannten Gegners erschießt.
Asso ist zwar tot, bekommt jedoch vom Himmel noch eine limitierte Zeit auf Erden zugesprochen. Er darf als Geist weiter auf Erden weilen, bis seine Frau einen neuen Ehemann gefunden hat. Für seine Umwelt unsichtbar, nimmt ihn lediglich Silvia wahr, die sein Ableben zunächst nicht wahrhaben will. Als der erste Schock verdaut ist und sie Asso an ihrer Seite wähnt, blüht Silvia wieder auf, um sich einem neuen Leben zu widmen. Asso indessen begreift seinen Auftrag, warum er noch auf Erden weilt: einerseits um Silvia ein sorgenfreies Leben an der Seite eines neuen Mannes zu ermöglichen und andererseits um den Auftraggeber seines Mordes zu überführen.
Dabei erkennt Asso die Vorteile seines Geisterdaseins: Er ist für andere Menschen unsichtbar, kann aber Gegenstände bewegen, auf Personen einwirken und durch Wände gehen.
Nachdem er erste Kandidaten sondiert und Silvias Chancen, als Showgirl in das Berufsleben zurückzukehren, zunichtegemacht hat (sie soll gemäß Assos Wunsch einen reichen Ehemann bekommen und nicht mehr arbeiten müssen), fällt Assos Wahl schließlich auf Luigi Morgan, seinen Bankier. Dieser ist zwar verwitwet, klein, schmächtig und bebrillt, dank Assos Einwirken kann er allerdings dessen Chancen beträchtlich erhöhen. So schafft er es, beispielsweise seinen ehemaligen Freund Bretella, einen schmierigen Barbesitzer, als Nebenbuhler auszustechen. Morgan macht Silvia einen Heiratsantrag, den sie etwas widerwillig annimmt.
Bretella, der unsterblich in Silvia verliebt ist, besucht den Killer, um den Bankier umbringen zu lassen. Dabei zeigt sich, dass er es war, der den Mordauftrag an Asso aus rasender Eifersucht gab. Der Killer weigert sich und sagt ihm, dass er nach dem Ausklingen seiner Krankheit zur Polizei gehen wird, um den Mord an Asso zu gestehen. Bretella bringt den Killer daraufhin um. Der Killer wandert in die Hölle und bekommt dort Freigang, um mit Asso zu sprechen. Er erzählt ihm von Bretella.
Bretella kidnappt zeitgleich den Bräutigam in dessen Auto und entführt ihn für eine Lösegelderpressung. Morgan kann allerdings über sein Autotelefon die Polizei benachrichtigen, wobei dies nur der anwesende Asso mitbekommt, der sich seinerseits um Morgans Verbleib sorgt. Letztendlich entführt Asso den leitenden Kommissar in dessen Dienstwagen und nimmt mit einem Korso Motorradpolizisten die Verfolgung auf. Am Ende kann das Auto gestoppt, Bretella verhaftet und Morgan zu seiner Hochzeit gebracht werden. Doch diese findet nicht statt, da Morgan durch die kürzlichen Ereignisse in seinem tristen Leben aufgerüttelt wurde und seine verstorbene Frau noch immer liebt. Er gab ein Gelübde ab, dass er, wenn er die Entführung überleben würde, nie mehr heiraten würde.
Der resignierende Asso glaubt schon an das Scheitern seiner Mission, da hören er und Silvia von einem neuen Pokerprofi, der sogar noch besser als Asso sein soll. Dieser entpuppt sich schließlich als stotterndes Ebenbild von Asso, in den sich Silvia umgehend verliebt. Asso ist zwar wegen der eigenen Erfahrung gegen einen Zocker als Ehemann, verschwindet aber schließlich, da er seinen „Auftrag“ erfüllt hat.
Im Himmel angekommen stellt Asso fest, dass der liebe Gott ein ebenso begnadeter Pokerspieler wie er ist – und kassiert eine Niederlage. Da beiden die Ewigkeit bleibt, einigt man sich auf ein Rückmatch in 3000 Jahren nach der Tagesschau.

## Trivia
- Neun Jahre später wurde der Handlungsplot in einer Variation für die amerikanische Filmindustrie wieder aufgegriffen: Die Fantasy-Komödie Ghost – Nachricht von Sam mit Patrick Swayze und Demi Moore weist vereinzelte Parallelen zum Film auf.
- Um Morgan zu beeindrucken, schaltet Asso in dessen Büro die Ventilation hinter Silvia ein, der ihr Kleid aufreizend hochwirbelt. Die Szene weist Parallelen zur berühmten Kleidszene von Marilyn Monroe in dem Film Das verflixte 7. Jahr auf (siehe auch Monroe-Effekt).
- Celentano spielt in dem Film drei Rollen: einmal als Asso, dann als namenloser neuer Pokerprofi und schließlich als Gott selbst, der Asso im Spiel besiegt. Während der Schlusscredits werden einige Standbilder von Celentano in Gott–Maskerade eingeblendet.

## Kritiken
- „Die nicht eben neue Grundidee der Komödie wird über Gebühr strapaziert und nur durch wenige gelungene Gags aufgelockert; hölzern und unbeholfen inszeniert.“ (Lexikon des internationalen Films)[1]